# Euregio Rhein-Maas-Nord
Die Euregio Rhein-Maas-Nord (niederländisch Euregio Rijn-Maas Noord) ist eine Europaregion im deutsch-niederländischen Grenzraum an Rhein und Maas. Die Region wurde 1978 gegründet als freiwillige Arbeitsgemeinschaft, seit 2004 ist sie ein öffentlich-rechtlicher Zweckverband nach deutschem Recht. Im Norden grenzt die Euregio Rhein-Maas-Nord an die Euregio Rhein-Waal, mit der sie sich teilweise (im Kreis Kleve) überschneidet. Im Süden grenzt sie an die Euregio Maas-Rhein mit dem Raum Aachen-Maastricht-Lüttich.
In der Euregio Rhein-Maas-Nord leben etwa 1,8 Millionen Einwohner. Mit einer Fläche von rund 3400 Quadratkilometern ist sie damit die am dichtesten bevölkerte Euregio an der deutsch-niederländischen Grenze.
Die größten Städte in der Euregio Rhein-Maas-Nord sind Düsseldorf mit 622.000 Einwohnern, Mönchengladbach mit etwa 266.000 Einwohnern, Krefeld mit etwa 242.000 Einwohnern, Neuss mit etwa 152.000 Einwohnern und Viersen mit etwa 76.000 Einwohnern. Die größten niederländischen Kommunen im Arbeitsgebiet sind Venlo mit etwa 100.000 Einwohnern, Weert und Roermond mit je etwa 50.000 Einwohnern.

## Arbeitsgebiet
Mitglieder der Euregio Rhein-Maas-Nord sind:
- der südliche Teil des Kreises Kleve
  - die Städte Straelen und Geldern
- Kreis Viersen
  - Nettetal und die Gemeinden Brüggen, Niederkrüchten und Schwalmtal
- Rhein-Kreis Neuss
- Stadt Krefeld
- Stadt Mönchengladbach
- Landeshauptstadt Düsseldorf

- Kreis Heinsberg
- Industrie- und Handelskammer Mittlerer Niederrhein
- Niederrheinische Industrie- und Handelskammer zu Duisburg

- der nördlichen und mittleren Teil der niederländischen Provinz Limburg

## Mitglieder
Derzeit (März 2020) gehören der Euregio Rhein-Maas-Nord 31 Mitglieder an:
niederländische Kommunen in Nord- und Mittellimburg und deutsche Städte, Gemeinden, Kreise sowie Industrie- und Handelskammern.
Deutsche Mitglieder:
- Die Gemeinden Brüggen, Niederkrüchten, Schwalmtal und die Stadt Nettetal (alle Kreis Viersen)
- die Städte Straelen und Geldern aus dem südlichen Kreis Kleve
- der Rhein-Kreis Neuss, der Kreis Viersen sowie der südliche Teil des Kreises Kleve (Wachtendonk, Straelen, Weeze, Kerken, Rheurdt, Issum, Geldern und Kevelaer) (genannt: Südkreis Kleve)
- die Stadt Wassenberg im Kreis Heinsberg
- die kreisfreien Städte Düsseldorf, Krefeld und Mönchengladbach
- die Industrie- und Handelskammern IHK Mittlerer Niederrhein und „Niederrheinische IHK“ in Duisburg

Niederländische Mitglieder:
- Die Gemeinden Beesel, Bergen, Echt-Susteren, Gennep, Horst aan de Maas, Leudal, Maasgouw, Peel en Maas, Roerdalen, Roermond, Venlo, Venray und Weert aus Nord- und Mittel-Limburg (Niederlande).
- die MKB Limburg (eine Vereinigung von etwa 1300 mittleren und kleinen Betrieben)

## Arbeitsfelder
Die Arbeitsfelder der Euregio Rhein-Maas-Nord umfassen unter anderem Wirtschaft, Arbeitsmarkt, Infrastruktur und Verkehr, aber auch öffentliche Sicherheit, sozial-kulturelle Netzwerke, Sprache und Kultur, Umwelt und Natur sowie Tourismus. So können zum Beispiel für deutsch-niederländische Kooperationen in diesen Bereichen Fördergelder über das Interreg-Programm der Europäischen Union beantragt werden. Eine andere wichtige Aufgabe der Euregio ist die Beratung von Grenzpendlern in einer monatlichen Bürgersprechstunde. 